# ناهوئل تناگلیا
ناهوئل تناگلیا (انگلیسی: Nahuel Tenaglia؛ زادهٔ ۲۱ فوریهٔ ۱۹۹۶) بازیکن فوتبال اهل آرژانتین است که برای باشگاه اسپانیایی دپورتیوو آلاوس بازی می‌کند. او عمدتاً در پست مدافع راست در زمین حضور دارد ولی می‌تواند در پست مدافع میانی نیز بازی کند.